# Wijken en buurten in Nieuwegein
Het Centraal Bureau voor de Statistiek (CBS) deelt de Nederlandse gemeente Nieuwegein voor statistische doeleinden onder in wijken en buurten. De gemeente Nieuwegein zelf deelt Nieuwegein alleen in wijken in, die overeenkomen met de buurten die het CBS gebruikt.
De gemeente wordt door het CBS verdeeld in de volgende statistische wijken:
- Wijk 00 Nieuwegein-Noord (CBS-wijkcode:035600)
- Wijk 01 Nieuwegein-Zuid (CBS-wijkcode:035601)
- Wijk 02 Industriewijk (CBS-wijkcode:035602)

Een statistische wijk kan bestaan uit meerdere buurten. Onderstaande tabel geeft de buurtindeling met kentallen volgens het Centraal Bureau voor de Statistiek (2008):
| CBS-buurtcode | Buurtnaam                  | Inwonertal | Opp. totaal (ha) | Opp. land (ha) | Ligging                |
| ------------- | -------------------------- | ---------- | ---------------- | -------------- | ---------------------- |
| BU03560000    | Stadscentrum               | 1370       | 26               | 26             | Locatie in de gemeente |
| BU03560001    | Jutphaas-Wijkersloot       | 6030       | 100              | 98             | Locatie in de gemeente |
| BU03560002    | Zuilenstein                | 5160       | 90               | 89             | Locatie in de gemeente |
| BU03560003    | Batau-Zuid                 | 6550       | 126              | 126            | Locatie in de gemeente |
| BU03560004    | Batau-Noord                | 7370       | 136              | 134            | Locatie in de gemeente |
| BU03560005    | Doorslag                   | 6140       | 137              | 135            | Locatie in de gemeente |
| BU03560006    | Huis de Geer               | 740        | 70               | 66             | Locatie in de gemeente |
| BU03560007    | Blokhoeve                  | 790        | 62               | 62             | Locatie in de gemeente |
| BU03560008    | Galecop                    | 8890       | 250              | 247            | Locatie in de gemeente |
| BU03560100    | Fokkesteeg                 | 6690       | 97               | 97             | Locatie in de gemeente |
| BU03560101    | Hoog-Zandveld              | 2810       | 71               | 69             | Locatie in de gemeente |
| BU03560102    | Lekboulevard               | 1640       | 56               | 45             | Locatie in de gemeente |
| BU03560103    | Vreeswijk                  | 3170       | 85               | 64             | Locatie in de gemeente |
| BU03560104    | Merwestein                 | 900        | 34               | 33             | Locatie in de gemeente |
| BU03560105    | Oudegein                   | 40         | 101              | 96             | Locatie in de gemeente |
| BU03560106    | Zandveld                   | 2240       | 32               | 31             | Locatie in de gemeente |
| BU03560108    | Landelijk gebied Vreeswijk | 40         | 352              | 302            | Locatie in de gemeente |
| BU03560200    | Laagraven                  | 110        | 292              | 252            | Locatie in de gemeente |
| BU03560201    | Plettenburg                | 140        | 269              | 233            | Locatie in de gemeente |
| BU03560202    | De Wiers                   | 220        | 127              | 115            | Locatie in de gemeente |
| BU03560203    | Hoge Landen                | 50         | 56               | 55             | Locatie in de gemeente |